# Schème (philosophie)
Pour les articles homonymes, voir Schème.
Un schème (du grec σχῆμα (skhêma) "esquisse") est, dans la philosophie d'Emmanuel Kant, un procédé ou moyen par lequel un concept pur devient effectif par l'implication d'une intuition.

## Enjeux du concept de schème
Les schèmes sont des représentations mentales qui jouent le rôle d’intermédiaire entre les catégories de l’entendement et les phénomènes sensibles. En effet, les concepts liés à l'entendement, et l'intuition liée aux représentations de l'expérience sensible, permettent le jugement par l'intermédiaire d'un mécanisme. Ce mécanisme est appelé schème
« Un schème esquisse pour le sens interne la signification conceptuelle de ce qui fait actuellement impression sur nos sens. Chaque catégorie se voit associée à un schème ». Kant n'a pas apporté de réponse à l'origine de ce pouvoir, il reconnaît dans la Critique... la difficulté à saisir ce phénomène « Le schématisme de notre entendement est un art caché dans les profondeurs de l'âme humaine et dont il sera toujours difficile d'arracher le véritable mécanisme »

## Construction d'un Schème
Pour Kant le concept pur et l'intuition sensible sont tout à fait hétérogènes et donc il ne peut y avoir dans l'intuition aucune image d'un concept. « Ainsi le concept de causalité celui d'un lien nécessaire entre la cause et l'effet; l'intuition donne une succession de phénomènes mais jamais cette succession perçue dans l'intuition ne pourra être l'image du lien pensé dans le concept.[...] Kant demande à l'imagination, faculté intermédiaire entre l'entendement et l'intuition d'en trouver la solution par la construction d'un « schème » . pour percevoir une quantité dans l'intuition j'en compte ou j'en additionne mentalement les parties ; le « nombre » est le schème qui n'est ni la notion pure de quantité, ni l'intuition spatiale d'un quantum , mais la règle selon laquelle je lie successivement les parties  de l'intuition. pour percevoir le lien causal , je me représente des phénomènes successifs liés l'un à l'autre selon une règle » écrit Émile Bréhier.

## Types de schèmes
Pour la Critique de la raison pure il est possible de distinguer. :
- Le schème de la quantité est le nombre.
- Le schème pur de la réalité est sensation et renvoie à ce dont le concept implique une existence dans le temps.
- Le schème de la substance est la permanence du réel dans le temps.
- Le schème de la cause est la succession réglée;
- Le schème de la communauté est la simultanéité réglée.
- Le schème de la possibilité est l'accord de la synthèse des représentations avec les conditions du temps.
- Le schème de la nécessité est l'existence en tous temps.